# Dorfkirche Dubro

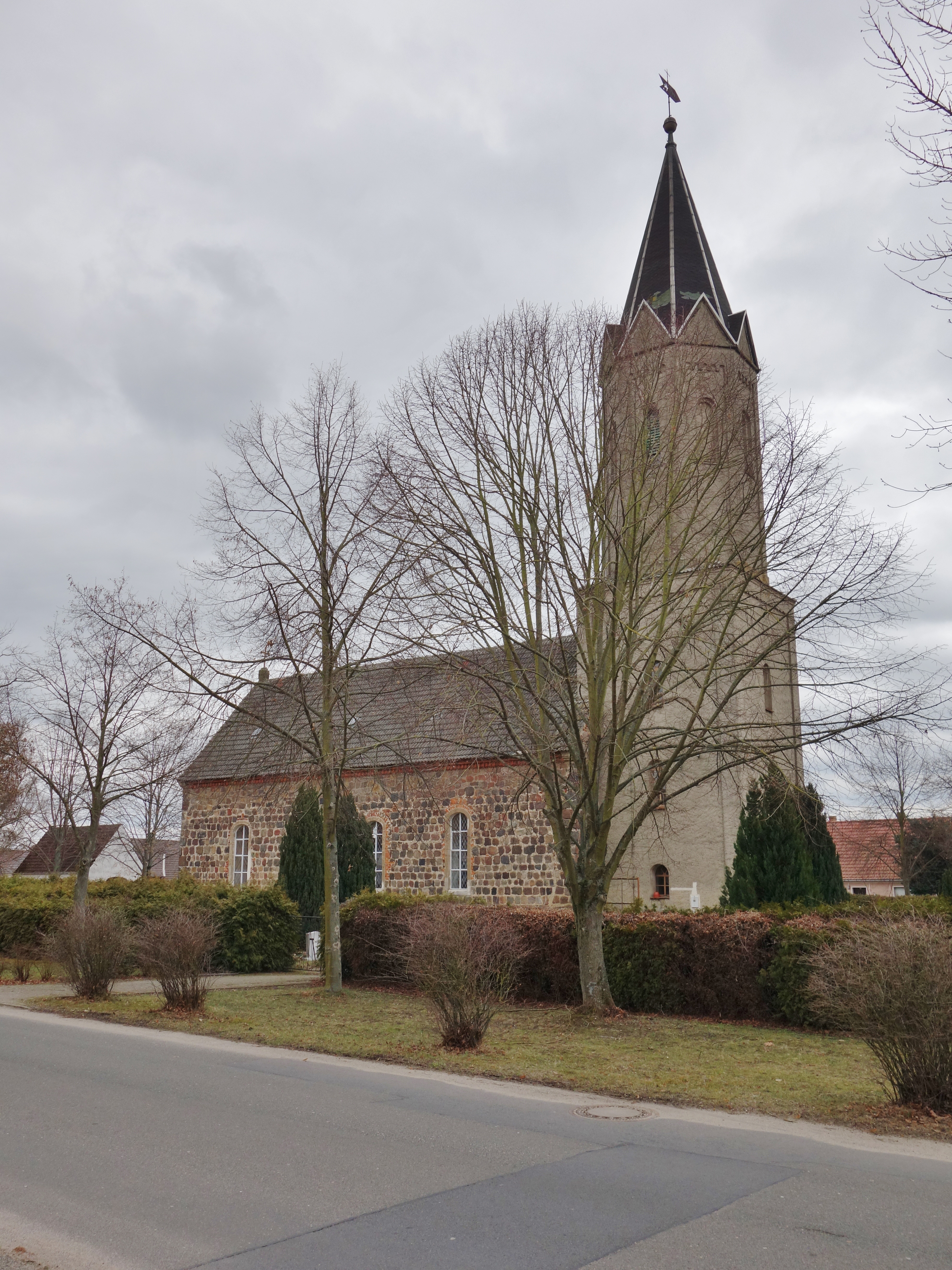
Dorfkirche Dubro, Nordwestansicht

Die Dorfkirche Dubro (auch Kirche St. Laurentius) ist ein Kirchengebäude im Ortsteil Dubro der Gemeinde Schönewalde im Landkreis Elbe-Elster des deutschen Bundeslandes Brandenburg. Die Kirchengemeinde gehört zum Pfarrbereich Schönewalde im Kirchenkreis Bad Liebenwerda der Evangelischen Kirche in Mitteldeutschland.

## Architektur

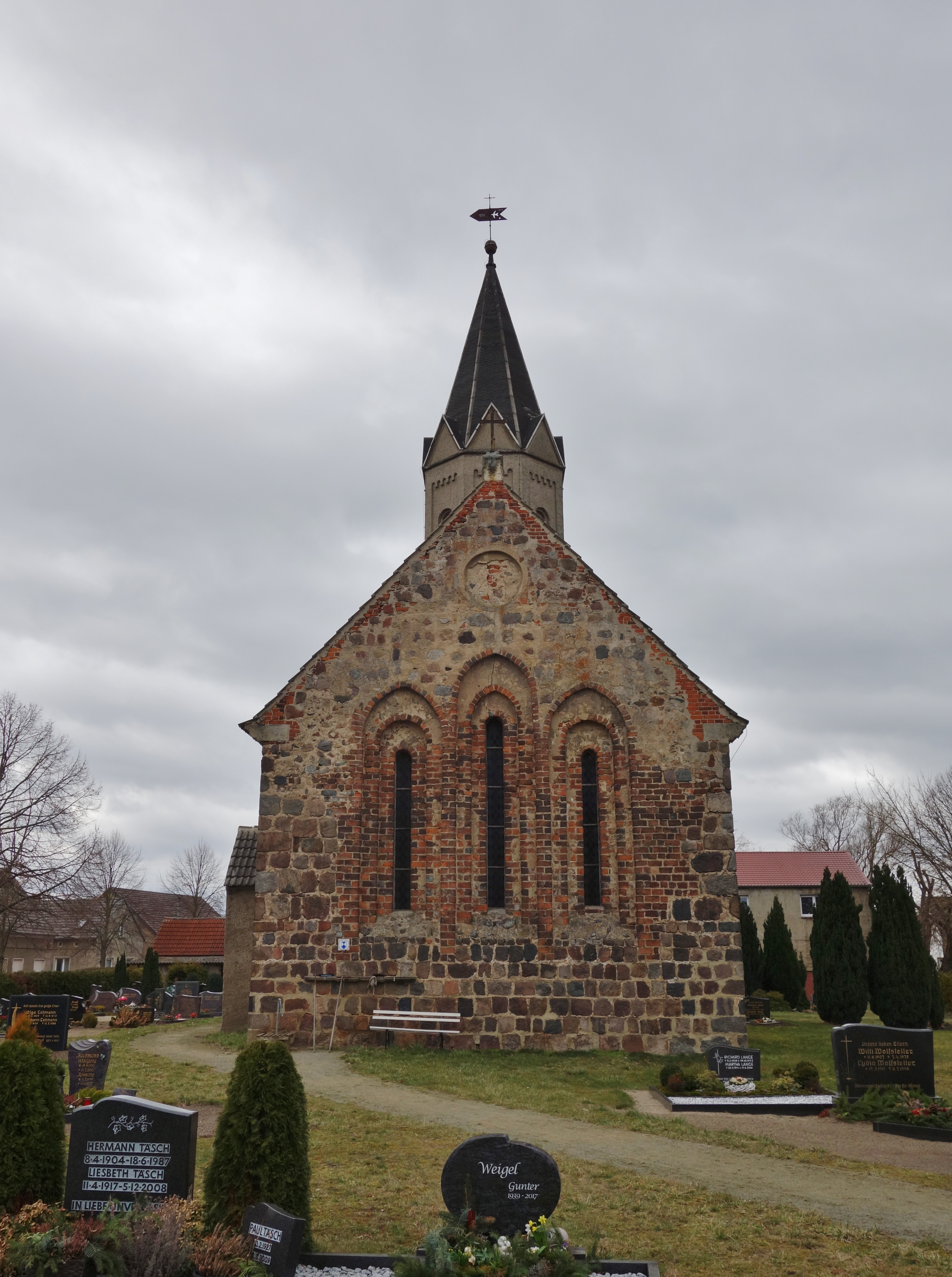
Ostgiebel

Das Kirchenschiff ist ein rechteckiger Granitquaderbau mit Rechteckchor vom Beginn des 14. Jahrhunderts. Im Ostgiebel findet sich eine aufwendig gestaltete frühgotische Fenstergruppe mit drei Lanzettfenstern in zweifach gestuften, mit Backsteinen gemauerten Blendbögen. Darüber ist ein Okulus angeordnet.
Nach einem Brand bis auf die Mauern im Jahre 1876 wurde die Kirche umgestaltet. Das rundbogige Gemeindeportal wurde vermauert und durch ein Südportal mit Vorhalle ersetzt. Ebenso wurden die seitlichen Fenster rundbogig vergrößert und mit Ziegelgewänden und Putzfaschen versehen. Bei der Wiederherstellung des Satteldachs wurden die oberen Bereiche der Seitenwände stark ausgebessert und das Gesims in Backstein erneuert.
Die wesentlichste Veränderung besteht im zugefügten, eingezogenen Turm im Westen. Auf dem quadratischen Grundriss ist ein schlanker achtseitiger Aufsatz mit Blendgiebelabschlüssen auf jeder Seite aufgesetzt. Die ursprüngliche Ziegelfassade ist jetzt verputzt. Der ebenfalls achtseitige Spitzhelm ist schiefergedeckt.

## Innengestaltung
Im Inneren befinden sich ein Kanzelaltar und eine Lütkemüller-Orgel. Die gesamte Inneneinrichtung, einschließlich der Orgel, wurde während des Wiederaufbaus von der hauptsächlich in Mecklenburg und Nordbrandenburg tätigen Firma Lütkemüller aus Wittstock geliefert.
Der Kanzelaltar besteht aus einem polygonalen Kanzelkorb zwischen kannelierten Pilastern. Der Taufstein aus Kunststein ist in einer eisengußimitierenden Fassung und in neogotischen Formen mit maßwerkverzierter Kuppa gestaltet. Zwei Stahlglocken aus den Jahren 1876 und 1877 lieferte die Bochumer-Verein-Gußstahl-Fabrik. Die Orgel ist ein Werk von Friedrich Hermann Lütkemüller und hat zehn Register auf einem Manual und Pedal.